# Фрейре, Марселину
Марселину Фрейре (порт. Marcelino Juvêncio Freire, 20 марта 1967, Сертания) — бразильский писатель.

## Биография
Сын мелкого коммерсанта. Двухлетним ребёнком переехал в семьей в Паулу-Афонсу, затем в 1975 году в Ресифи, где в школе увлёкся театром и с 1981 года стал писать для сцены. Поступил в Католический университет Пернамбуку, но курса не кончил. В 1989 году начал заниматься в литературной мастерской писателя и журналиста Раймунду Карреру. В 1991 году переехал в Сан-Паулу и в 1995 году опубликовал свою первую книгу.

## Произведения
- AcRústico (1995)
- EraOdito, афоризмы (1998)
- Angu de Sangue, новеллы (2000)
- BaléRalé, новеллы (2003)
- Contos Negreiros, новеллы (2005, премия Жабути)
- Rasif — Mar que Arrebenta, новеллы (2008)
- Amar é crime, новеллы (2010)